# Représentation de la tour Eiffel dans l'art et la culture
 (février 2024).

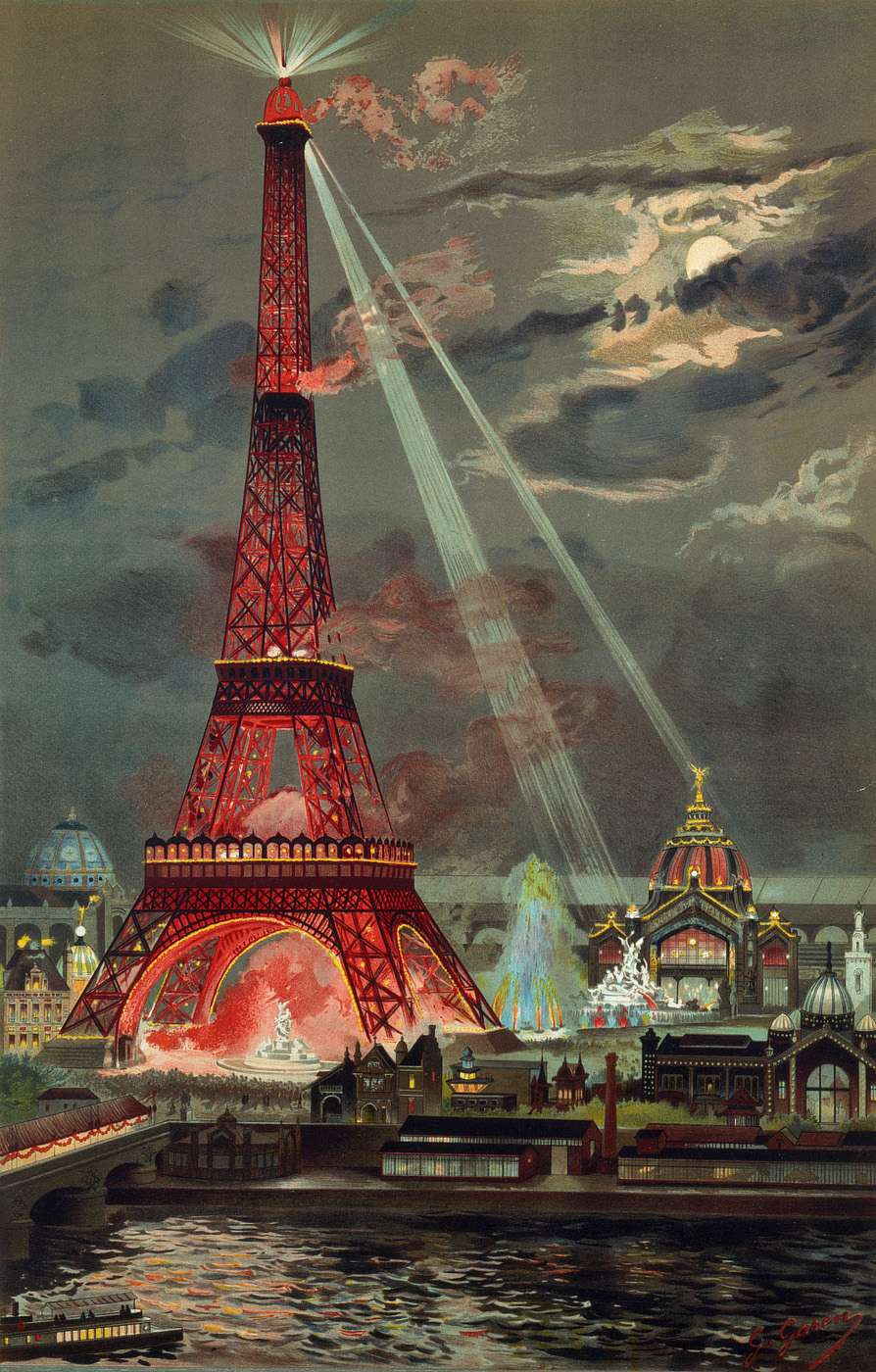
Gravure en couleurs sur zinc de Georges Garen composée en 1889, intitulée Embrasement de la tour Eiffel pendant l’Exposition universelle de 1889.

Symbole de Paris et de la France, monument populaire, la tour Eiffel a fait l'objet de nombreuses représentations artistiques sous divers supports : peintures, photographies, films, séries, téléfilms, documentaires, écrits littéraires, etc.
Dès son inauguration, Gustave Eiffel pense pouvoir exploiter commercialement l'image de sa tour, comme le lui avait proposé Jules Jaluzot, à l'époque directeur du Printemps, qui veut lui racheter les droits exclusifs de reproduction, afin de fabriquer en série des copies. Cette initiative soulève un tollé de la part des nombreux artisans qui exploitent déjà l'image du bâtiment. Gustave Eiffel se rangera finalement de leur côté en abandonnant ses droits au domaine public, et par cette occasion, facilitera grandement la reproduction en grand nombre et sous des formes très diverses, l'exploitation et la diffusion de l'image de sa tour, en assurant ainsi la "promotion" dans le monde entier.

## En peinture
Avant même la fin de sa construction, Georges Seurat, Marc Mouclier ou encore Paul-Louis Delance peignent la tour Eiffel. De nombreux artistes les suivent et font de l'édifice le thème central de quelques-uns de leurs tableaux. Ainsi le Douanier Rousseau, Paul Signac, Pierre Bonnard, Maurice Utrillo, Marcel Gromaire, Édouard Vuillard, Albert Marquet, Raoul Dufy, Marc Chagall et Henri Rivière s'en sont directement inspiré pour des peintures répondant à des courants artistiques divers.
Mais le peintre qui rendra le plus bel hommage à la tour Eiffel est sans doute Robert Delaunay qui réalisera une trentaine de toiles ayant pour sujet le monument parisien. Il commence en 1910 avec une représentation de la tour Eiffel éclatée, à la manière des cubistes. En 1925, il reprend ce thème qui lui est cher, mais avec une approche plus unitaire de la tour, plus calme (voir ici).

## Au cinéma et à la télévision
Dès que l'ingénierie cinématographique commença à se développer, la tour Eiffel fut filmée par les cinéastes les plus illustres. Ainsi, dès 1897, soit seulement 8 ans après son inauguration, Louis Lumière filme le premier l'édifice dans Panorama pendant l'ascension de la tour Eiffel pour le diffuser au public dans sa salle de projection parisienne. Un autre pionnier du cinéma, Georges Méliès, la montrera dans Images de l'exposition 1900.
La tour Eiffel trouve sa première consécration dans une œuvre de fiction avec les premiers Fantômas de Louis Feuillade, soit 5 films d'action réalisés durant les années 1913 et 1914 (Fantômas, Juve contre Fantômas, Le mort qui tue, Fantômas contre Fantômas et Le Faux Magistrat). René Navarre qui joue Fantômas est alors le maître de la tour Eiffel.
En 1923, avec Paris qui dort, René Clair réalise la première fiction ayant la tour Eiffel pour personnage principal. Dans ce court film (35 minutes), un scientifique plonge Paris dans le sommeil. Une poignée d'hommes et de femmes qui se réfugient dans les hauteurs de la tour Eiffel échappent au sort réservé aux autres habitants de la capitale. La tour Eiffel devient alors un lieu magique qui offre sa protection à ces heureux individus. Le réalisateur français récidivera en 1928, avec La Tour, mais cette fois-ci sous forme de documentaire. Pendant les 14 minutes que dure cette œuvre, il explore toutes les possibilités de la caméra et montre le monument sous toutes ses coutures. Par là même, il signe une sorte de déclaration d'amour à cet édifice qui l'inspire tant.
En 1930, avec La Fin du monde, Abel Gance pousse encore les recherches pour mettre en valeur l'esthétisme des structures de la tour.
En 1939, le réalisateur Ernst Lubitsch connaît un des plus grands succès de sa carrière avec le film Ninotchka. La camarade russe Ninotchka, jouée par Greta Garbo, arrive en mission à Paris. En chemin vers la tour Eiffel, elle rencontre un Français (Melvyn Douglas) avec lequel elle vivra une aventure sentimentale qui prendra de plus en plus d'ampleur à chaque étage franchi de la tour. La plupart des vues de la tour Eiffel sont réalisées en studio et non sur place. La célèbre scène du cocktail associera à jamais l'image du champagne à celle de la tour Eiffel et comme l'explique le scénariste du film, Billy Wilder, futur réalisateur de Sept Ans de réflexion en 1955 et de Certains l'aiment chaud en 1959, à la suite de ce film, Hollywood a eu tendance à adopter l'enchaînement d'une bouteille de champagne à la tour Eiffel pour chaque scène se déroulant à Paris.
En 1949, Burgess Meredith réalise L'Homme de la tour Eiffel (The man on the Eiffel Tower), la première adaptation au cinéma d'un roman de Georges Simenon. Charles Laughton, qui incarne le commissaire Maigret, doit résoudre un meurtre commis à la tour Eiffel, ce qui le pousse à revenir plusieurs fois sur les lieux à la recherche d'indices.
En 1951, dans la comédie De l'or en barres (The Lavander Hill Mob), 
Alec Guinness interprète un timide employé de banque qui vole un camion rempli de lingots d'or. Pour les transporter hors du pays, il transformera le métal précieux en miniatures de la tour Eiffel, afin de passer inaperçu.
En 1985, la présence de la tour Eiffel au cinéma est déjà consacrée. Le film Dangereusement vôtre (A View to a Kill) qui sort cette année-là sur les écrans met en scène un nouvel épisode de James Bond interprété par Roger Moore. Dans une des séquences du film, James Bond poursuit May Day (Grace Jones) dans les marches de la tour Eiffel. Une scène d'action prend ensuite place dans un restaurant (reconstitué en studio) de la tour.
Mais avant toutes choses, la tour Eiffel deviendra au fil du temps, le symbole visuel de Paris et de la France.
Ainsi, dès 1942, le célèbre film de Michael Curtiz, Casablanca met furtivement en scène la tour Eiffel pendant l'histoire romantique se passant à Paris entre Rick Blaine (Humphrey Bogart) et Ilsa Lund Laszlo (Ingrid Bergman).
Le monument apparaîtra également dans plusieurs films de François Truffaut qui était un collectionneur d'objets figurant la tour Eiffel. Ceci s'expliquant peut-être en partie par le fait qu'elle était visible depuis deux appartements qu'il avait habités. On la retrouvera en 1959 dans Les 400 Coups ou encore en 1983 dans Vivement dimanche ! (où Barbara Becker (Fanny Ardant) se sert comme arme d'une tour Eiffel miniature pour assommer un adversaire). On la retrouvera également dans des films où elle n'apparaît pas dans la fiction, mais uniquement sur l'affiche, comme dans Baisers volés en 1968 (où elle apparaît à droite de Jean-Pierre Léaud) (« affiche ») et Le Dernier Métro en 1980 (où elle apparaît à l'arrière-plan, en ombre chinoise) (« affiche »).
Le cinéma américain sera également très friand d'apparitions de la tour, notamment pour l'effet pratique et symbolique. Elle permet en effet de signifier en un seul plan ou une seule séquence, même courte, que l'action se situe en France ou à Paris. Ainsi, dès 1953, Byron Haskin la montre détruite dans son adaptation de La Guerre des mondes.
Ce genre d'images (la tour Eiffel détruite) sera par la suite souvent utilisée dans des films américains pour signifier un danger planétaire immédiat et grave, comme en 1996 dans Independence Day, Mars Attacks! ou encore Armageddon en 1998.
Les apparitions cinématographiques de ce symbole de Paris sont impossibles à comptabiliser, mais Luc Lagier a réalisé un catalogue vidéo des apparitions les plus marquantes de la dame de fer au septième art pour l'émission Blow-Up sur Arte.
Sur un format plus grand, celle des séries télévisées où des séries en vidéo à la demande, nous pouvons citer la mini-série Nick Verlaine ou Comment voler la tour Eiffel en 1976 et plus récemment Emily in Paris où entre autres la Star Lily Collins est en tête à tête avec la Tour Eiffel, pour siroter du champagne.

## En littérature
- Dans Le Voyage d'hiver, Amélie Nothomb décrit un personnage qui, par dépit amoureux, concocte un acte terroriste consistant à détourner un avion pour le faire percuter la tour Eiffel. On y explique que Gustave Eiffel aurait choisi de concevoir celle-ci en forme de « A » par amour pour une nommée Amélie.

## Dans les parcs à thèmes
- Epcot, Walt Disney World Resort : 
  - Une reproduction au centième de la tour Eiffel est présente dans le pavillon français
  - Une visite filmée de la tour est proposée dans l'attraction Impressions of France.
- Parc Disneyland :
  - Dans une séquence de l'attraction Le Visionarium (1992-2004), le public, accompagné de Jules Verne, survolait Paris en l'an 2189 à bord d'une voiture volante et découvrait la Tour illuminée d'un énorme "300". Cette séquence fait référence au "100" qui illuminait la Tour en 1989, pour son 100e anniversaire.
- La plupart des parcs de miniatures (France miniature, Mini-Europe, etc.) possèdent également une reproduction à l'échelle du monument.

## En bande dessinée
- Une des bandes dessinées la plus connue pour son utilisation de la tour Eiffel, est peut-être Adèle Blanc-Sec, t. 2 : Le Démon de la tour Eiffel de Jacques Tardi[3].
- La tour Eiffel apparaît sur la couverture d'un album de Blake et Mortimer dessiné par Edgar P. Jacobs, S.O.S. Météores (tome 8), sans toutefois jouer le moindre rôle dans l'histoire[4].
- Hergé a représenté la tour Eiffel dans l'album : Le Temple du Soleil.
- Albert Uderzo imagine une version antique du monument, servant de pigeonnier dans Lutèce dans l'histoire d'Astérix Lutèce olympique (1986), publiée dans le recueil Astérix et la Rentrée gauloise.

Sans être à proprement parler une bande dessinée, André Juillard a réalisé 36 vues de la tour Eiffel, à la manière d'Hokusai avec ses Trente-six Vues du mont Fuji (estampes, 1831) et Henri Rivière avec ses 36 vues de la tour Eiffel (lithographies, 1902).

## En musique
- Concert pour la tolérance : Le 14 juillet 1995, Jean Michel Jarre a donné un concert au pied de la tour Eiffel pour célébrer les 50 ans de l'UNESCO devant plus d'un million de spectateurs.
- Le 10 juin 2000, Johnny Hallyday donne un concert et un spectacle pyrotechnique au pied de la tour Eiffel. Il en sera tiré un disque : 100 % Johnny - Live à la tour Eiffel, Johnny Hallyday., compilation (CD album), 2 Volumes, 2000.
- En 2017, Lou Jean et Lennikim chante et danse dans le clip générique de la série Miraculous populaire chez les enfants de nombreux pays, la Tour Eiffel apparaît vingt fois durant ces deux minutes trente qui comptabilise plus de trois cent millions de visionnages sur internet[6]. La même année la chanteuse Alma représente la France au concours Eurovision de la chanson, sur la scène du concours à Kiev et dans son clip la Tour Eiffel accompagne sa chanson Requiem[7], elle finit 12e de la compétition.
- Elle apparaît sept fois dans le clip Capital Letters de Hailee Steinfeld en 2018, 250 millions de visionnages sur internet pour cette chanson de la bande originale du film Cinquante Nuances plus claires[8].
- Le 22 mars 2019, le groupe PNL dévoile le clip "Au DD[9]" tourné au troisième étage de la Tour Eiffel.

- Tour Eiffel est le titre d'une chanson enfantine :

- Tu l' reverras, Paname est une chanson populaire :

- Chansons sur la tour Eiffel :
  - La Tour Eiffel (1893 ou 1894), paroles et musique de Léon Xanrof, chantée par Yvette Guilbert, reprise plus tard par Catherine Sauvage sur son album Chansons libertines (1969) ;
  - Ça ne vaut pas la tour Eiffel (1900), paroles de Richard O’Monroy et musique de Désiré Dihau, chantée par Marguerite Deval ;
  - Quand on revoit la Tour Eiffel (1930), paroles de Lucien Dommel & Valfy, musique de Romain Desmoulins, chantée par André Perchicot ;
  - La Tour Eiffel est toujours là (1942), paroles de Francis Llenas et Marc Lanjean, musique de Marc Lanjean, chantée par Mistinguett ;
  - Paris Tour-Eiffel (1946), paroles et musique de Michel Emer, chantée par Jacques Hélian et son orchestre ;
  - La Tour de Monsieur Eiffel (1948), paroles et musique de Jean Nohain et Mireille, chantée par Léo Marjane, reprise par Marcel Amont au début des années 1950[10];
  - Tour Eiffel, paroles-musique-interprétation de Gilles Servat, sur son album L'hirondelle (1974) ;
  - On a volé la tour Eiffel, par Gilles Marchal, sur son album de 1974 ;
  - La Tour Eiffel sidérale, paroles-musique-interprétation d'Arthur H, sur son album Trouble-fête (1996) ;
  - La Tour Eiffel, paroles-musique-interprétation d'Éric Toulis, sur son album Soyons classe (2006) ;
  - La Tour Eiffel est partie, paroles et interprétation de Marie Baraton, musique de Pierre-André Athané, sur l'album Chansons de Marie Baraton (2013).
- Chanson évoquant la Tour Eiffel :
  - Dans Y'a d'la joie (1936), Charles Trenet raconte un rêve dans lequel le monument se balade et saute la Seine à pieds joints ;
  - Dans Mon cœur est fou (1967), Dalida évoque une course contre le temps pour rejoindre un rendez-vous amoureux, ralentie par un embouteillage près de la Tour Eiffel[11] ;

## Jeux vidéo
- Dans le jeu de stratégie en temps réel Command and Conquer (1995), la tour Eiffel est un des objectifs de mission possible du GDI (en français, Groupement de défense internationale ou en version originale Global Defense Initiative). Cinq ans plus tard, elle apparaît de nouveau dans Command and Conquer : Alerte Rouge 2 (2000).
- Dans le jeu pour PlayStation Twisted Metal 2 (1996), la tour Eiffel apparaît dans un des 11 niveaux (le niveau « Monumental Disaster » qui se passe à Paris).
- Elle est présente dans le jeu de course Midnight Club II (2003), sur la map Paris.
- La tour apparaît de manière plus ou moins importante dans Onimusha 3: Demon Siege (2004), Evil Genius (2005).
- Elle apparaît dans Astérix et Obélix XXL 2 : Mission Las Vegum dans le niveau de Lutèce.
- Elle apparaît dans Blazing Angels: Squadrons of WWII (2006).
- Il est possible de la visiter dans le GTA-Like The Saboteur (2009), elle est également présente sur la jaquette.
- Il est possible de la construire dans sa propre ville dans le city-builder Cities XL (2009), ainsi que dans ses suites.
- Elle apparaît en feu dans Call of Duty: Modern Warfare 3 lorsque le joueur prend d'assaut le pont d'Iéna victime de l'invasion russe. La tour finit par s'effondrer et à tomber dans la Seine à côté du joueur à la suite d'un bombardement de A-10 Warthog.
- La tour Eiffel apparaît dans le jeu de course automobile Juiced 2: Hot Import Nights dans lequel on peut courir sur un circuit parcourant de part et d'autre la tour Eiffel.
- Elle est disponible uniquement dans le DLC « French City Set » du city-builder Sim City (2013).
- Le jeu Assassin's Creed Unity, dont l'action prend place à Paris lors de la Révolution française, permet d'escalader la tour Eiffel via une faille temporelle sous Occupation allemande, où elle apparaît entouré de trois dirigeables, un drapeau rouge et noir arborant un aigle est suspendu sous le premier étage et un grand « V » blanc domine le second étage[12].
- Elle peut être construite comme merveille mondiale dans de nombreux opus de la saga Sid Meier's Civilization.
- Elle apparait dans le circuit "Ballade à Paris" du jeu Mario kart tour puis dans le pack additionnel de la version améliorée dite "Deluxe"  du jeu Mario Kart 8

## Dans l'imagerie populaire
Logotypes
- - Représentée de manière stylisée, en rouge sur fond bleu, la tour Eiffel est actuellement utilisée comme logotype du Paris Saint-Germain Football Club.
  - L'entreprise publique française Aéroports de Paris a utilisé comme logotype une tour Eiffel stylisée dont les contours apparaissaient en bleus et portant des ailes.
  - Dans le logo des Galeries Lafayette, le double « t » de « Lafayette » est calligraphié de manière à évoquer la forme de la Tour Eiffel[13].
  - Le PSG a utilisé une étoile-tour Eiffel comme logotype pour célébrer son dixième titre de champion de France en 2022[14], puis son premier titre en ligue des Champions en 2025[15].

Monnaies
- - Billet de banque d'une valeur de 200 francs français émis de 1997 à 2002 représentant sur une face Gustave Eiffel et sur l'autre face la tour Eiffel (voir une illustration ici), d'après des photographies de l'édifice prises pendant l'exposition universelle de 1889, comme cette photographie très proche du dessin.
  - En 1988, pour le centenaire de la tour Eiffel, une pièce de 5 francs a été frappée. Cette œuvre de Joaquin Jimenez et Frédéric Joubert a obtenu le prestigieux prix Coin of the Year 1989.

Timbres
- - Un timbre français a été édité en 1939 pour fêter le cinquantenaire de la tour Eiffel.
  - En 2003, la chambre de commerce et d'industrie de Paris fêtait son bicentenaire. Pour l'occasion fut tiré un timbre représentant la tour Eiffel sur fond jaune, créé par Bleuen Maisonneuve, étudiante de la formation graphiste de l'École des Gobelins.

Plumes
La société Blanzy Poure & Cie a créé une boîte de plumes pour écrire intitulée "grand prix" qui évoque le contexte de la construction de la tour Eiffel pour l'exposition universelle de 1889 (« Boîte de plumes »).
Affiches
- - Diverses affiches commerciales montrant la tour Eiffel ont été réalisées à l'époque de l'exposition universelle de 1889, pour les chemins de fer Paris Lyon Méditerranée, pour le chemin de fer du nord (« affiche »), pour l'agence internationale des voyages (« affiche »), pour la Compagnie parisienne (« affiche »), etc.
  - En 1942, paraît une affiche de propagande du régime de Vichy représentant le maréchal Pétain et les valeurs qu'il dit incarner. Pétain, en grand, au centre, représente le père de la patrie (drapeaux tricolores, devise de l'État français "travail, famille, patrie" dans la bande tricolore qui fait fronton). Il apparaît dans une vision essentiellement militaire (tenue, rameau de chêne, rameau d'olivier, francisque ornée d'étoiles) et incarne la "France éternelle". La famille est figurée par une femme et ses quatre enfants (en bas, au milieu), enfin, le travail est représenté, d'une part, par un paysan et un attelage de bœufs, les toits et le clocher d'un village pour la France rurale, agricole, et d'autre part, par des cheminées d'usine et la tour Eiffel pour la France industrielle.
  - Taxi 2, film réalisé par Gérard Krawczyk sur un scénario de Luc Besson et sorti en 2000, utilisait la tour Eiffel en toile fond de son affiche cinéma.

## Sources
1. ↑  Luc Lagier, « La Tour Eiffel au cinéma », sur Blow Up, Arte, 12 octobre 2021.
2. ↑  « Emily in Paris: les vraies adresses parisiennes de la série Netflix », sur vogue.fr (consulté en novembre 2021).
3. ↑  Note : Éditions Casterman, 48 pages, 1976.  (ISBN 2-203-305029)
4. ↑  Edgar Pierre Jacobs, Blake et Mortimer, t. 8 : S.O.S. Météores, Lombard, 1959, 63 p., album cartonné, en couleurs, 1 × 24 × 31 cm (ISBN 978-2-87097-015-7).
5. ↑  Note : Édition Christian Desbois, 80 pages couleurs, 30 × 24 cm, novembre 2002, (ISBN 978-2-910150-18-1)
6. ↑  (en) « «Miraculous» : comment la série animée française est devenue un carton mondial », sur leparisien.fr (consulté le 29 novembre 2021).
7. ↑  « "Requiem" : Alma fait danser Paris dans le clip de sa chanson pour l'Eurovision », sur chartsinfrance.net (consulté le 29 novembre 2021).
8. ↑  « Hailee Steinfeld à Paris pour "Cinquante nuances plus claires" », sur chartsinfrance.net (consulté en août 2024).
9. ↑  PNL, « PNL - Au DD [Clip Officiel] », 22 mars 2019 (consulté le 26 mars 2019)
10. ↑  « Mireille : premier hommage », Le Figaro,‎ 31 janvier 1997, p. 24
11. ↑  « Dalida site Officiel - MON COEUR EST FOU », sur dalida.com (consulté le 29 juillet 2025)
12. ↑  « La tour Eiffel dans Assassin's Creed Unity », sur LesNumeriques.
13. ↑  Edito de Philippe Houzé (président du directoire du Groupe Galeries Lafayette), sur le site du Groupe Galeries Lafayette.
14. ↑  Par Quentin Robardet Le 29 avril 2022 à 13h19, « PSG : un maillot collector avec une étoile pour le 10e titre de champion de France », sur leparisien.fr, 29 avril 2022 (consulté le 3 juin 2025)
15. ↑  Par Laurent Perrin et Alexandre Aflalo Le 1 juin 2025 à 19h06, « Le PSG champion d’Europe : les secrets de « l’étoile-tour Eiffel » déjà iconique », sur leparisien.fr, 1er juin 2025 (consulté le 2 juin 2025)